# World Athletics Indoor Tour 2020
Il World Athletics Indoor Tour 2020 è stata la quinta edizione del World Athletics Indoor Tour (prima IAAF World Indoor Tour), serie di meeting internazionali indoor di atletica leggera organizzata annualmente dalla World Athletics.
Le discipline valide per questa edizione sono i 60 m, 800 m, 3000 m, salto con l'asta, salto triplo e getto del peso per gli uomini e 400 m, 1500 m, 60 m ostacoli, salto in alto e salto in lungo per le donne.

## I meeting
| Nº | Meeting                               | Stadio                                 | Sede       | Data        |
| -- | ------------------------------------- | -------------------------------------- | ---------- | ----------- |
| 1  | New Balance Indoor Grand Prix         | Reggie Lewis Center                    | Boston     | 25 gennaio  |
| 2  | Indoor Meeting - Karlsruhe            | Messehalle                             | Karlsruhe  | 31 gennaio  |
| 3  | 15. International PSD Bank Meeting    | Leichtathletikhalle im Arena-Sportpark | Düsseldorf | 4 febbraio  |
| 4  | ORLEN Copernicus Cup                  | Arena Toruń                            | Toruń      | 8 febbraio  |
| 5  | Müller Indoor Grand Prix Glasgow      | Emirates Arena                         | Glasgow    | 15 febbraio |
| 6  | Meeting Hauts-de-France Pas-de-Calais | Arena Stade Couvert                    | Liévin     | 19 febbraio |
| 7  | Villa de Madrid                       | Centro Deportivo Municipal Gallur      | Madrid     | 21 febbraio |

## Risultati

### Uomini
| #         | Meeting    | 60 m                 | 800 m                         | 3000 m                  | Salto con l'asta              | Salto triplo                 | Getto del peso           |
| 1         | Boston     | Demek Kemp 6"50      | Bryce Hoppel 2'17"41 (1000 m) | Bethwell Birgen 7'44"21 | -                             | Pablo Torrijos 16,75 m       | -                        |
| 2         | Karlsruhe  | -                    | Mostafa Smaili 1'46"38        | Bethwell Birgen 7'38"50 | Renaud Lavillenie 5,70 m      | -                            | -                        |
| 3         | Düsseldorf | Chijindu Ujah 6"53 = | Marc Reuther 1'46"13          | Selemon Barega 7'35"71  | Armand Duplantis 6,00 m       | -                            | Filip Mihaljević 21,52 m |
| 4         | Toruń      | Ján Volko 6"58       | Collins Kipruto 1'45"86       | -                       | Armand Duplantis 6,17 m       | -                            | Tomáš Staněk 21,86 m     |
| 5         | Glasgow    | Ronnie Baker 6"50    | Adam Kszczot 1'46"34          | -                       | Armand Duplantis 6,18 m       | -                            | -                        |
| 6         | Liévin     | Ronnie Baker 6"44    | Collins Kipruto 1'46"34       | Getnet Wale 7'32"80     | Armand Duplantis 6,07 m       | Hugues Fabrice Zango 17,51 m | -                        |
| 7         | Madrid     | Ronnie Baker 6"44 =  | Collins Kipruto 1'46"09       | Getnet Wale 7'39"96     | Konstadínos Filippídis 5,60 m | Hugues Fabrice Zango 17,31 m | Filip Mihaljević 21,74 m |
| Vincitore | Vincitore  | Ronnie Baker 30 p.   | Collins Kipruto 30 p.         | Getnet Wale 27 p.       | Armand Duplantis 36 p.        | Hugues Fabrice Zango 20 p.   | Filip Mihaljević 25 p.   |

### Donne
| #         | Meeting    | 400 m                          | 1500 m                     | 60 m hs                  | Salto in alto             | Salto in lungo              |
| 1         | Boston     | Gabrielle Thomas 36"52 (300 m) | Jessica Hull 4'04"14       | Nia Ali 7"94             | Amina Smith 1,89 m        | -                           |
| 2         | Karlsruhe  | Ayomide Folorunso 52"56        | Axumawit Embaye 4'07"94    | Tobi Amusan 7"84         | Jaroslava Mahučich 2,02 m | Maryna Bech-Romančuk 6,92 m |
| 3         | Düsseldorf | Lisanne de Witte 52"30         | Beatrice Chepkoech 4'02"09 | Christina Clemons 7"91 = | -                         | -                           |
| 4         | Toruń      | Justyna Święty-Ersetic 51"37   | Gudaf Tsegay 4'00"09       | Alina Talaj 7"87         | -                         | Maryna Bech-Romančuk 6,96 m |
| 5         | Glasgow    | Jessie Knight 51"57            | Jemma Reekie 4'04"07       | Alina Talaj 8"03         | Jaroslava Mahučich 1,93 m | Maryna Bech-Romančuk 6,90 m |
| 6         | Liévin     | -                              | Gudaf Tsegay 4'00"60       | Nia Ali 7"92             | -                         | Maryna Bech-Romančuk 6,90 m |
| 7         | Madrid     | Justyna Święty-Ersetic 51"93   | Gudaf Tsegay 4'04"66       | Christina Clemons 7"82   | -                         | -                           |
| Vincitore | Vincitore  | Justyna Święty-Ersetic 27 p.   | Gudaf Tsegay 30 p.         | Christina Clemons 27 p.  | Jaroslava Mahučich 20 p.  | Maryna Bech-Romančuk 30 p.  |